# 테베롤라
테베롤라(이탈리아어: Teverola)는 이탈리아 캄파니아주 카세르타도에 있는 코무네이다.
나폴리로부터 북쪽으로 20km 카세르타로부터 남서쪽 12km에 위치한다.